# Pinacosaurus
Pinacosaurus is een geslacht van uitgestorven plantenetende ornithischische dinosauriërs, behorend tot de Ankylosauridae, dat tijdens het late Krijt, zo'n tachtig miljoen jaar geleden, leefde in het grensgebied van het huidige China en Mongolië, de Gobiwoestijn.
De eerste fossielen werden gevonden in 1923. Het geslacht kreeg in 1933 zijn naam, die zoiets als 'planksauriër' betekent, toen de typesoort Pinacosaurus grangeri benoemd werd. Een tweede soort, Pinacosaurus ninghsiensis, wordt nu gezien als gelijk aan de typesoort. Een derde soort Pinacosaurus mephistocephalus is mogelijk wel echt. Van geen enkele andere ankylosauriër zijn zoveel skeletten gevonden als van Pinacosaurus, samen meer dan honderd, met mogelijke uitzondering van Liaoningosaurus. Het gaat meestal om jonge dieren. Vaak zijn ze door woestijnzand bedekt en zo volmaakt bewaard gebleven. Het dier verschafte zo unieke informatie over de bouw van de Ankylosauria, die op veel punten nog raadselachtig was.
Pinacosaurus werd een vijf meter lang en twee ton zwaar. Hij had een laag, breed en afgeplat lichaam dat op vier korte poten stond. Zijn kop was kort en breed, voorzien van een brede snavel en kleine tandjes waarmee grote hoeveelheden planten werden afgebeten en ingeslikt. Het voedsel werd in de enorme buikholte verteerd. Pinacosaurus was gepantserd. Verbeende stukken huid beschermden het lichaam. Vlakke beenplaatjes, waarnaar de naam verwijst, lagen op op de kop. Twee halve beenringen bedekten de bovenkant van de nek. Op de zijkant van de romp en de basis van de staart stonden driehoekige scherpe stekels. Rijen ovale platen liepen over de rug. De staart eindigde in een beenknots, achter een stijf stuk staart, waarmee geduchte klappen konden worden uitgedeeld aan roofsauriërs. Pinacosaurus is wat minder zwaar gebouwd dan zijn directe verwanten in de Ankylosaurinae. Misschien komt dat doordat de halfwoestijn waarin hij leefde geen grote roofsauriërs kon voeden en hij met een grotere wendbaarheid beter kleine aanvallers kon afweren.

## Vondst en naamgeving
In 1923 werden door Walter Willis Granger tijdens een expeditie van het American Museum of Natural History naar Mongolië bij Sjabarach Oesoe verschillende skeletten van ankylosauriden gevonden. In 1933 beschreef Charles Whitney Gilmore een rechterdarmbeen en een staartwervel zonder daar een naam aan te verbinden. Later dat jaar benoemde en beschreef Gilmore meer complete resten als de typesoort Pinacosaurus grangeri. De geslachtsnaam is afgeleid van het Oudgriekse πίναξ, pinax, 'plank', een verwijzing naar de platte plankvormige pantserplaatjes die de kop bedekten. De soortaanduiding eert Granger, die als paleontoloog de expeditie vergezelde, als ontdekker.

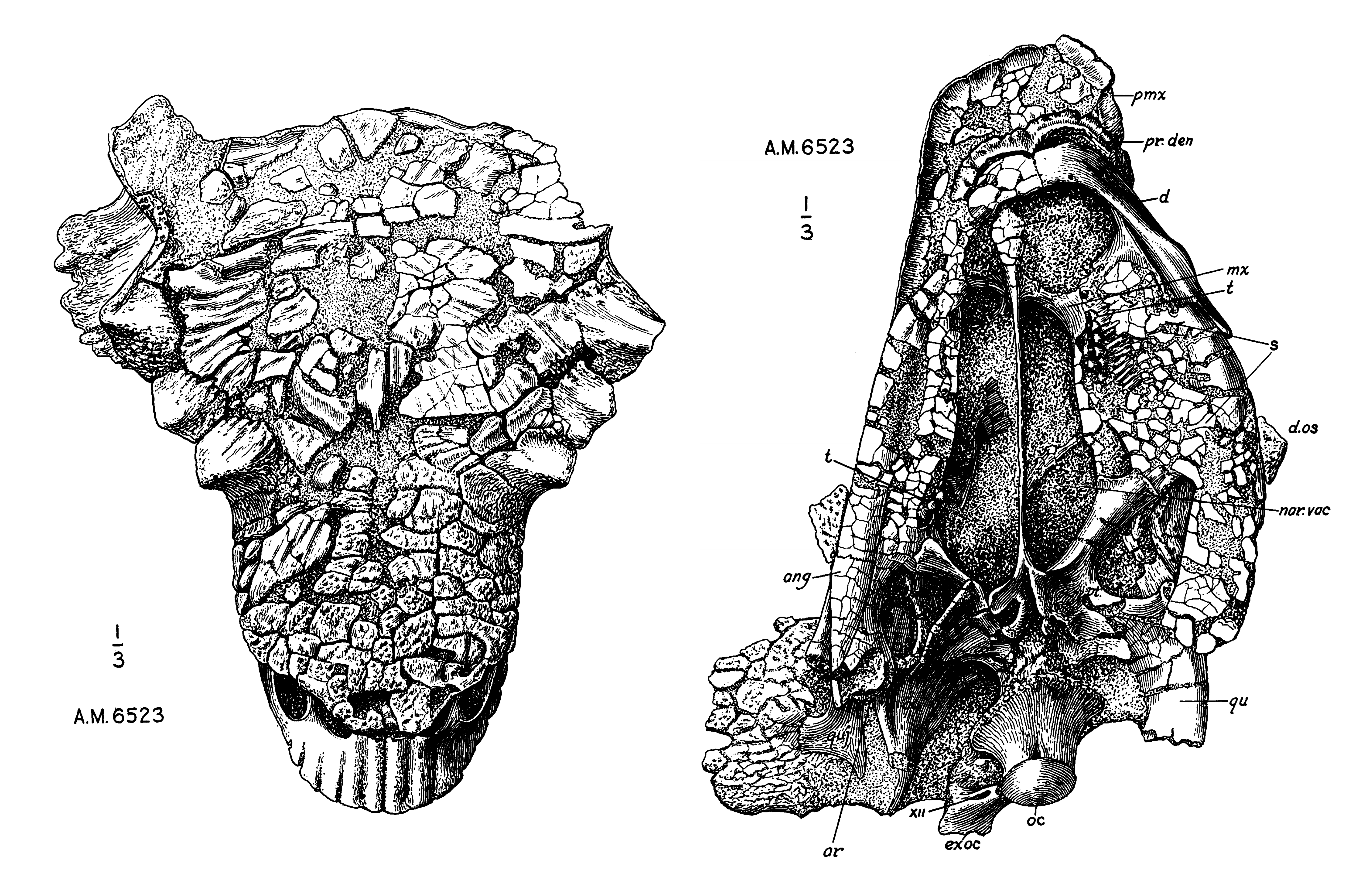
De schedel van het holotype

Het holotype AMNH 6523 is gevonden in een laag van de Djadochtaformatie die dateert uit het Campanien en ongeveer tachtig miljoen jaar oud is. Het bestaat uit een schedel met onderkaken, de atlas, de draaier en wat osteodermen van een volwassen exemplaar. De schedel is de grootste die van Pinacosaurus bekend is. Hij is overdwars sterk samengedrukt.
In 1935 benoemde Yang Zhongjian een tweede soort: Pinacosaurus ninghsiensis gebaseerd op een exemplaar uit Ningxia bij Bayanmandahu. Tegenwoordig wordt dit gezien als een jonger synoniem van P. grangeri. De soort was gebaseerd op een skelet met schedel dat tegenwoordig geen inventarisnummer heeft. Bewaard waren gebleven: een bovenkaaksbeen, een stuk onderkaak, tanden, drieëntwintig wervels, ribben, een schouderblad, een rechteropperarmbeen, een darmbeen, de zitbeenderen, een rechterdijbeen, de scheenbeenderen, twee metapodia en osteodermen.
In 1952 benoemde Jevgeni Aleksandrovitsj Malejev een Syrmosaurus viminocaudus. Tegenwoordig wordt dit gezien als een jonger synoniem van P. grangeri.
Aan Pinacosaurus grangeri zijn talrijke latere vondsten toegewezen. Er is in ieder geval geen enkele andere Aziatische ankylosauriër waarvan zoveel fossielen opgegraven zijn; naar huidige inzichten is ook de Amerikaanse Euoplocephalus van minder specimina bekend. Het hele skelet is nu bekend. Een eigenaardigheid is dat de vondsten zeer overwegend bestaan uit jonge dieren. Daarvan zijn er meer bekend dan van welke andere ankylosauriër ook, met mogelijke uitzondering van Liaoningosaurus. Deze werden kennelijk vaak bedekt door zandstormen en zijn zo uitstekend bewaard gebleven

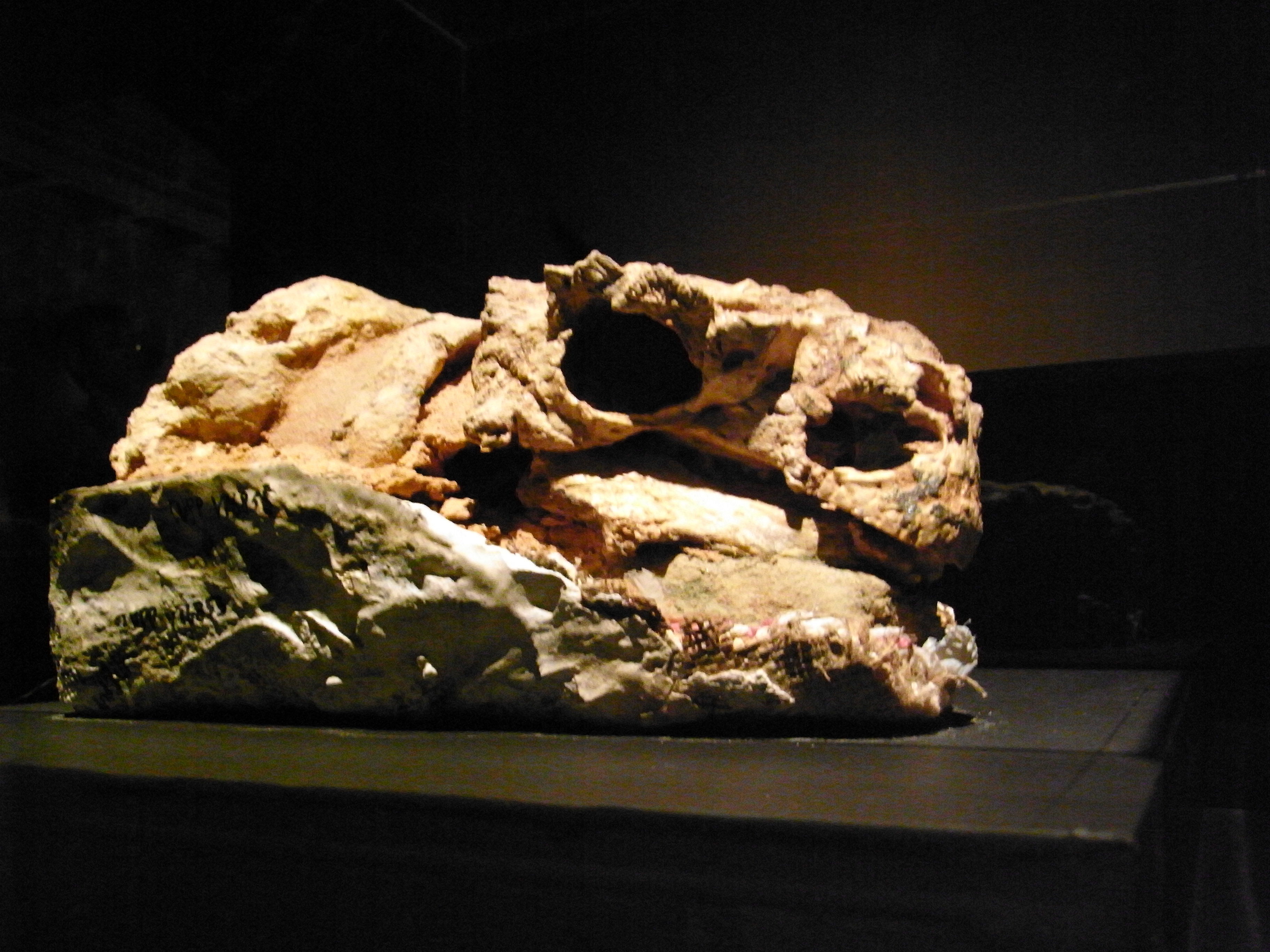
Een in Japan getoond exemplaar

Van de oorspronkelijke vindplaats Sjabarach Oesoe, ook wel de Flaming Cliffs genaamd naar de okerrode rotswanden zijn de volgende specimina in de literatuur vermeld: ZPAL MgD II/1: een skelet met schedel en onderkaken; ZPAL MgD II/9: een skelet zonder schedel; ZPAL MgD II/31: de hendel van een staartknots; PIN 614: een bijna compleet postcraniaal skelet, (= Syrmosaurus viminocaudus), PIN 3780/3: een schedel; en MPC 100/1305: een bijna compleet postcraniaal skelet. Het laatste specimen verschilt op sommige punten van het holotype en werd in 2011 ten onrechte toegewezen aan Saichania omdat niet onderkend was dat de skeletopstelling was vervolledigd met een afgietsel van de schedel van het holotype van die laatste vorm. Het specimen is gezien als een cf. Pinacosaurus.

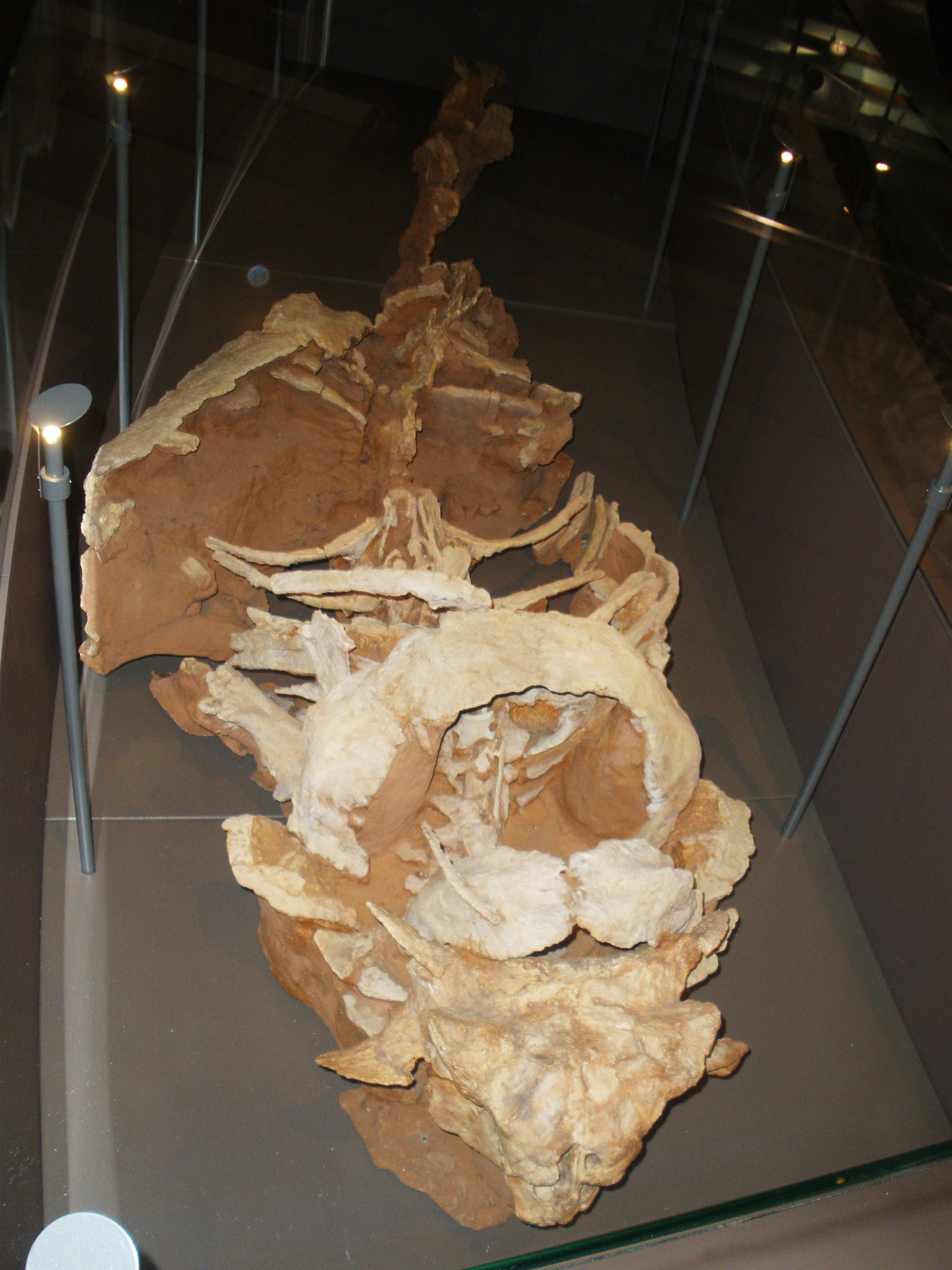
Het holotype van P. mephistocephalus

Een belangrijke bron van fossielen is het beenderbed van Alag Teeg geweest dat door Sovjet-Mongoolse expedities in 1969 en 1970 onderzocht werd, door de Mongolian−Japanese Joint Paleontological Expedition tussen 1993 tot 1998 en door Canadese expedities tussen 2001 en 2006. De lagen hier zijn iets ouder dan die van het holotype. Hieruit zijn beschreven de specimina MPC 100/1307: voetbeenderen; MPC 100/1308: onderbenen; MPC 100/1309: voetbeenderen; MPC 100/1310: een linkervoorpoot; MPC 100/1311: een achterpoot met voet; MPC 100/1312: voetbeenderen; MPC 100/1313: voetbeenderen; MPC 100/1315: handbeenderen van twee individuen; MPC 100/1316: twee onderbenen; MPC 100/1317: handbeenderen; MPC 100/1318: handbeenderen; MPC 100/1319: een linkervoet; MPC 100/1320: een rechteronderbeen met voet; MPC 100/1321: een skelet met schedel; MPC 100/1322: skeletelementen van twee individuen; MPC 100/1323: een rechteronderarm met twee voeten; MPC 100/1324: een voorste romp met osteodermen; MPC 100/1325: een rechterhand; MPC 100/1326: een voorpoot met staartwervels; MPC 100/1327: een linkeronderbeen met voet; MPC 100/1328: een linkervoet; MPC 100/1329: wervels en ledematen; MPC 100/1330: een halsberg, wervels en een hand; MPC 100/1331: een volledige rechtervoet; MPC 100/1332: een stuk schoudergordel met ribben; MPC 100/1333: bekken, voorpoten en voet van een volwassen individu; MPC 100/1334: een onderbeen met voet; MPC 100/1335: een schedel met ledematen; MPC 100/1335: osteodermen; MPC 100/1337: een rechterhand; MPC 100/1338: handbeenderen; MPC 100/1339: een rechteronderarm en twee onderbenen; MPC 100/1340: een onderarm met hand; MPC 100/1341: een onderarm met hand; MPC 100/1342: een onderbeen met voet; MPC 100/1343: een achterpoot en twee voeten; MPC 100/1344: een skelet met schedel; MPC 100/1345: een halsberg met een rib; MPC 100/1346: een ravenbeksbeen en opperarmbeen; MPC 100/1347: een voorhoofdsbeen. De fossielen waren zo talrijk dat de beenderlagen door de Sovjets met een bulldozer moesten worden blootgelegd. Veel exemplaren zijn nog onvermeld en nog meer bevinden zich in de aardlagen die verre van uitgeput zijn. De Sovjets rapporteerden dertig individuen; de Japanners eenzelfde aantal, waarvan twintig alleen al in 1995; de Canadezen nog eens veertig. Het is echter mogelijk dat dit ten dele dezelfde exemplaren betreft.

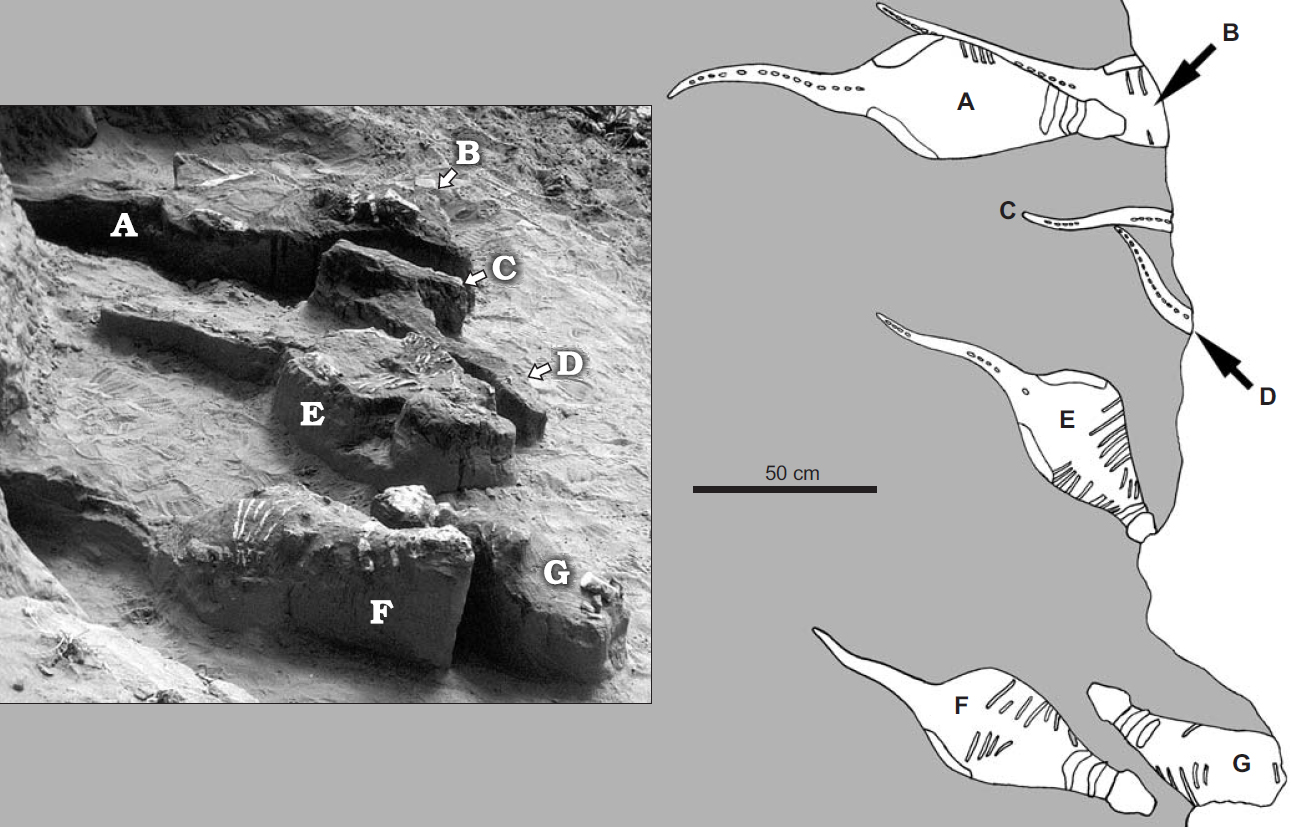
Jonge door een zandstorm begraven dieren, in 1990 door de Canadezen opgegraven in de Bayan Mandahu

Van de Bayan Mandahuformatie in Binnen-Mongolië, welke onderzocht is door het Canada−China Dinosaur Project in 1987, 1988, en 1990, zijn bekend de specimina IVPP V16853: een schedel met halsbergen; IVPP V16283: een gedeeltelijke schedel, IVPP V16854: een bijna volledig skelet met schedel; IVPP V16346: een gedeeltelijke schedel; en IVPP V16855: een skelet met schedel. Vondsten zonder gepubliceerd inventarisnummer omvatten twaalf bij elkaar aangetroffen jonge dieren en twee andere jongen die samen op één locatie werden ontdekt.
In 1999 werd een derde soort benoemd door Pascal Godefroit: Pinacosaurus mephistocephalus, de 'duivelskop' als samentrekking van Mephistopheles en het Oudgrieks κεφαλή, kephalè, 'hoofd', gebaseerd op specimen IMM 96BM3/1 in 1996 gevonden door een Chinees-Belgische expeditie in de Bayan Mandahuformatie. Dit bestaat uit een in verband liggend skelet met schedel en halsbergen. De soortaanduiding verwijst naar langere squamosale hoorns op de bovenste achterhoeken van de schedel. Gregory S. Paul suggereerde in 2010 dat P. mephistocephalus een jonger synoniem was van P. grangeri. Victoria Megan Arbour concludeerde echter in 2014 dat de soort geldig was. Godefroit beschreef alleen de schedel in detail.
In 1995 verwees Eric Buffetaut naar ankylosauriërresten uit Shandong, uit de Wangshigroep van China, als cf. Pinacosaurus grangeri.
Heishansaurus is gezien als een jonger synoniem van Pinacosaurus maar in 2014 concludeerde Arbour dat het een nomen dubium was dat per definitie geen jonger synoniem kan zijn.
Na de oorspronkelijke verhandelingen door respectievelijk Gilmore en Godefroit zijn vooral moderne beschrijvingen gegeven ter gelegenheid van de vondst van nieuwe completere exemplaren. In 2003 gebeurde dat door Robert Hill e.a. die specimen IGM 100/1014 bestudeerden, een jong dier. In 2011 werd door Philip John Currie e.a. speciaal de voeten en handen beschreven die van andere ankylosauriërs slecht bekend zijn. Hetzelfde jaar beschreef Michael Burns vier jonge dieren uit de Bayan Mandahu.

### De vondst van jonge pinacosauri in Binnen-Mongolië

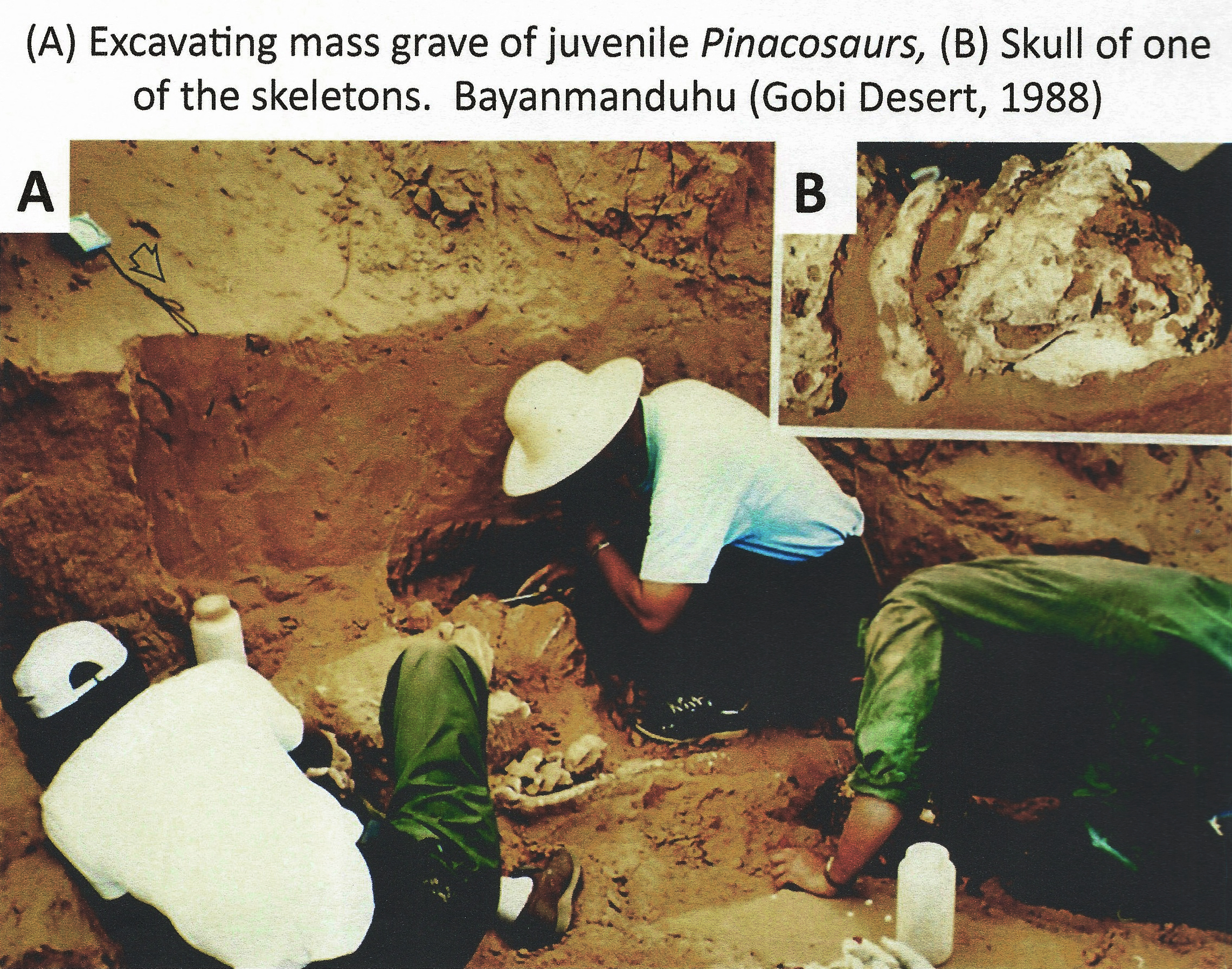
De opgraving in 1988

Het China-Canada Dinosaur Project ontdekte in 1988 en in 1990 twaalf jonge individuen van Pinacosaurus in de groeves 100 en 101 en één in de groeve 106 bij het dorp Bayan Mandahu (North Canyon), ongeveer 40 km noordelijk van Urad Houqi Banner, Bayan Nur, in de Gobiwoestijn (provincie Binnen-Mongolië, Volksrepubliek China). Deze groeves maken deel uit van de Bayan Mandahuformatie uit het Laat-Krijt, etage Campanien (83,6 ± 0,2 tot 72,1 ± 0,2 Ma). De afstand tussen de groeven 100 en 101 bedraagt negentien meter, zijnde de afstand tussen de dichtstbij zijnde dieren in elke groeve. De skeletten van de vijf jonge Pinacosaurus die in 1998 in groeve 100 ontdekt werden lagen gedeeltelijk uit anatomisch verband in de omvattende matrix. Omdat tussen de beenderen de uitgeworpen tanden van de carnivore Saurornithoides (Troodontidae) en Velociraptor (Dromaeosauridae) aangetroffen werden, werden de kadavers meer dan waarschijnlijk door deze opportunistische aaseters uit elkaar getrokken. De zeven skeletten van groeve 101 lagen echter onverstoord in anatomisch verband op de buik in het sediment met alle vier de poten opgetrokken onder het lichaam. De jonge dieren lagen ongeveer parallel aan elkaar, sommige met de schedel naar de tegenovergestelde richting gekeerd (180°) ten opzichte van de andere individuen. Niettegenstaande de zeven skeletten in deze groepering alle het anatomisch verband bewaard hadden, waren bij drie ervan de schedels en voorste delen van het postcraniaal skelet (alle skeletdelen achter de schedel) weg geërodeerd in de loop van de miljoenen jaren vóórdat zij ontdekt werden. Alle twaalf individuen van groeves 100 en 101 zijn kleine onvolwassen dieren van 1,3 tot 1,5 meter lang. Naar alle waarschijnlijkheid zijn de thanatocoenoses van beide groeves het resultaat van dezelfde oorzaak (een zandstorm). Verdere opgravingen zouden meer specimina tussen de reeds ontdekte skeletten aan het licht kunnen brengen. Slechts drie schedels werden geprepareerd en werden door Burns et al. in 2010 beschreven. Aan de tegenoverliggende kant van de North Canyon (groeve 106) werd in bijna dezelfde horizon een groter, maar ook nog onvolgroeid individu aangetroffen (catalogusnummer IVPP V16346). Hiervan was de bovenkant van de schedel zwaar geërodeerd en werd vanaf het palataal oppervlak (het verhemelte) geprepareerd.

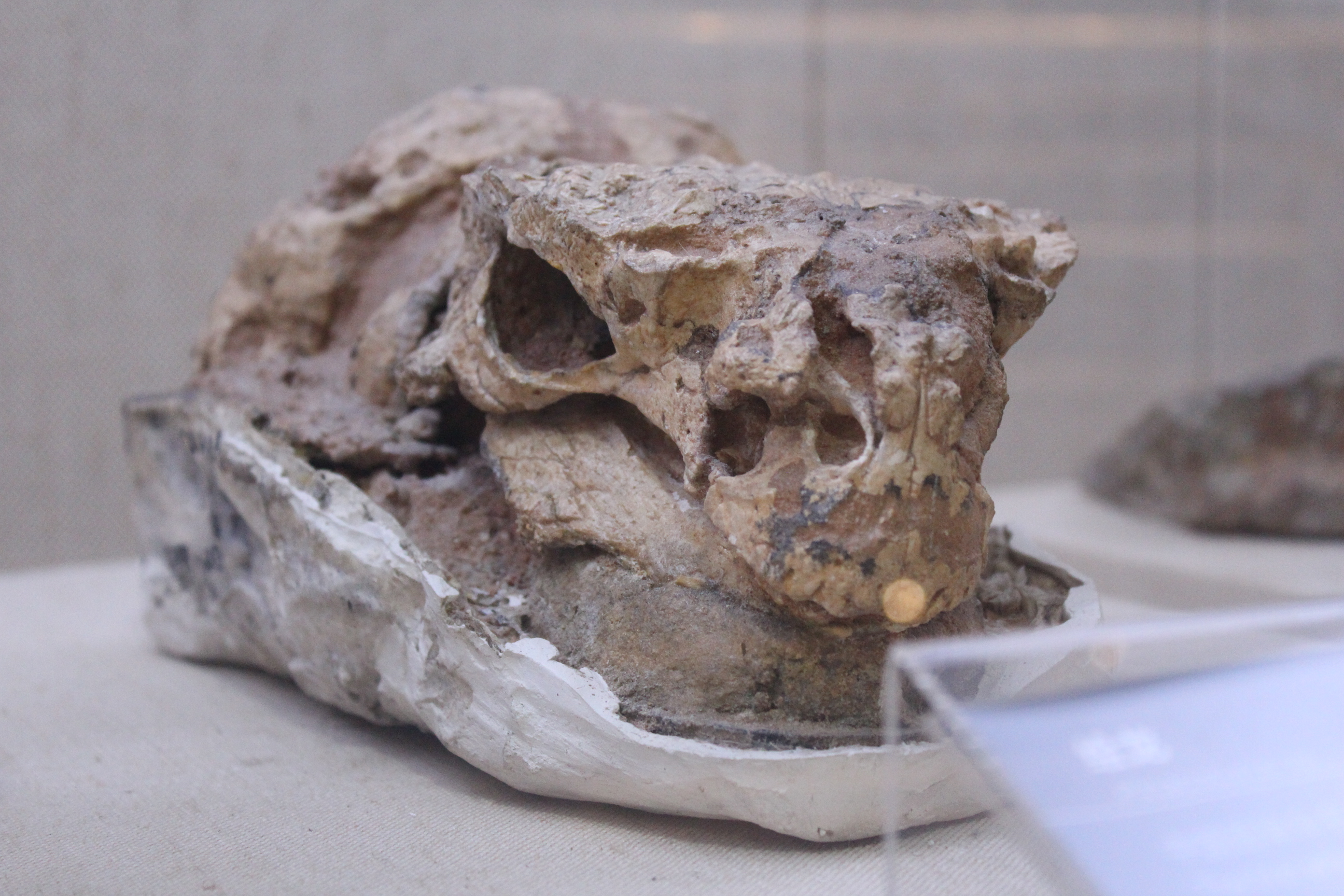
IVPP 16853

De schedels die door Burns et al. beschreven werden, IVPP 16853 en IVPP 16283 uit groeve 100, IVPP 16854 uit groeve 101 en IVPP 16346 uit groeve 106, vertonen geen sporen van tafonomische samendrukking of vervorming. In tegenstelling tot enkele andere specimina uit het Boven-Krijt van sedimenten uit de Gobiwoestijn, vertonen zij ook geen vervormingen door rek in de matrix. Maar het achterste en rechtergedeelte van schedel IVPP 16283 hebben ten gevolge van zware erosie vele beenderen verloren. Alle schedels vertonen talrijke post mortem boorgangen van vermoedelijk aasetende insecten. Deze boorgangen zetten zich in sommige gevallen naar onderen voort in het sediment en zijn met been bekleed. De individuen ontdekt in groeves 100 en 101 vertegenwoordigen mogelijk één of meerdere familiegroep(en) of zogenaamde crèche(s) die gevormd werden door soortgenoten van dezelfde leeftijd, en maakten deel uit van dezelfde populatie. Deze fossielen bieden een zeldzame en uitstekende gelegenheid om variatie tussen individuen van dezelfde soort en hetzelfde ontogenetische stadium binnen een uitgestorven taxon te bestuderen. Histologisch onderzoek werd op deze specimina niet verricht, maar niet-gepubliceerd onderzoek op dieren van dezelfde lichaamsgrootte afkomstig uit Alag Teeg (Alagteegformatie, Mongolië) geeft aan dat ze meerdere jaren oud zijn. Tafonomisch onderzoek wijst erop dat de meeste Pinacosaurusspecimina ontdekt nabij het dorp Bayan Mandahu in situ om het leven kwamen tijdens zandstormen of regenstormen in alluviale puinwaaiers in duingebieden. Vele gewervelde fossielen afkomstig uit de omgeving van het dorp Bayan Mandahu, onder meer Pinacosaurus, en afkomstig van andere vindplaatsen in het Gobi Bekken vertonen peri mortem en post mortem boorgangen van waarschijnlijk aasetende insecten.

## Beschrijving

### Grootte en algemene bouw

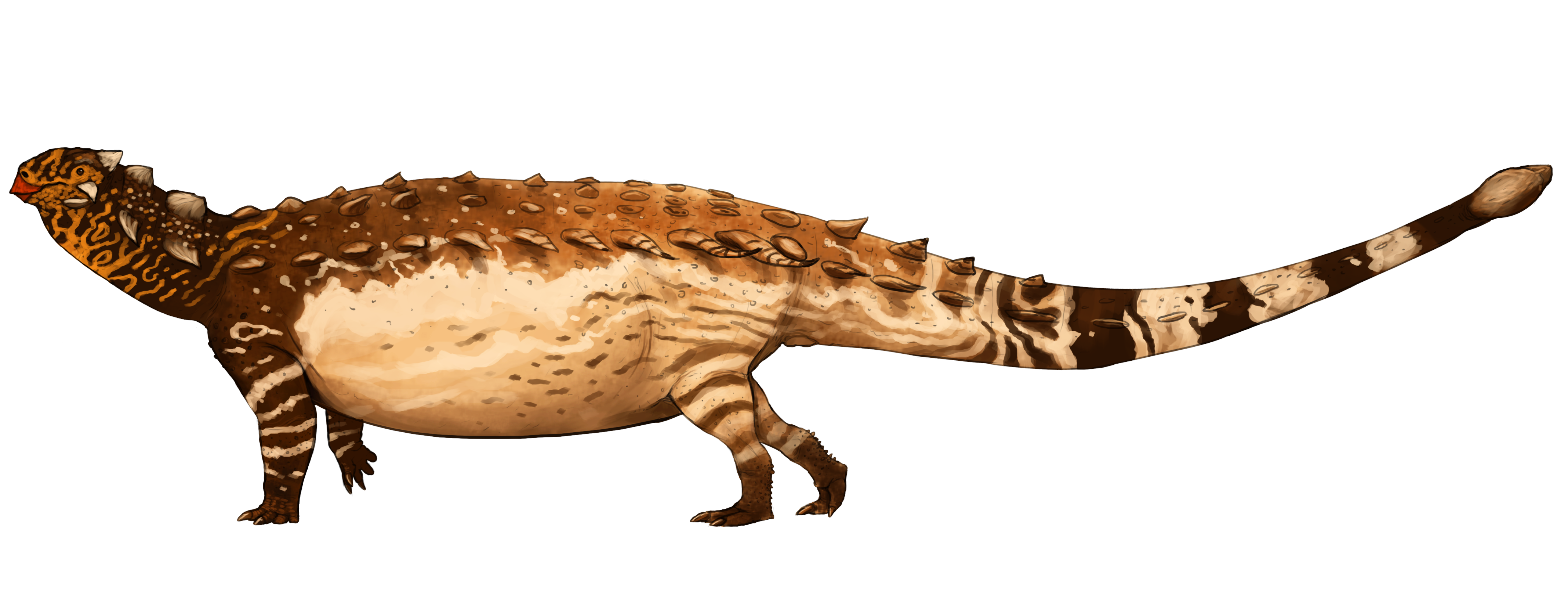
Pinacosaurus stond laag op de poten

Pinacosaurus  is een middelgrote ankylosauriër. Paul schatte in 2010 de lichaamslengte op vijf meter, het gewicht op 1,9 ton. Specimen PIN 614 meet 366 centimeter van de eerste halswervel tot het einde van de staart.
Het gehele lichaam van Pinacosaurus was bedekt met in de huid ingeplante beenplaten in de vorm van ronde osteodermen die drie rijen parallel aan de ruggengraat vormden. De nek werd beschermd door twee ringpantsers of halsbergen. Dit pantser werd nog versterkt met korte naar achteren gekromde uitstekende stekels op de nek, flanken en voorste staart die een aanvaller flinke verwondingen konden toebrengen. Aan het staartuiteinde bevond zich een vrij korte, vijfentwintig centimeter lange, hamerachtige knots, die met een snelle zwaai een roofdier de botten kon breken. Dat de knots klein was, is gezien als een aanpassing aan het voorkomen van vrij kleine maar vlugge theropoden die eerder met snelheid dan kracht moesten worden afgeweerd.
De brede kop was vrij klein met een lengte van dertig centimeter en had aan de voorkant een hoornen snavel. Het voorste gedeelte van de bek was tandeloos, maar het overige gebit bestond uit kleine, bladvormige tanden. De neusgaten hadden per zijde gepaarde openingen, wellicht een aanpassing aan het hete klimaat. De poten waren erg kort en niet heel robuust.

### Onderscheidende kenmerken

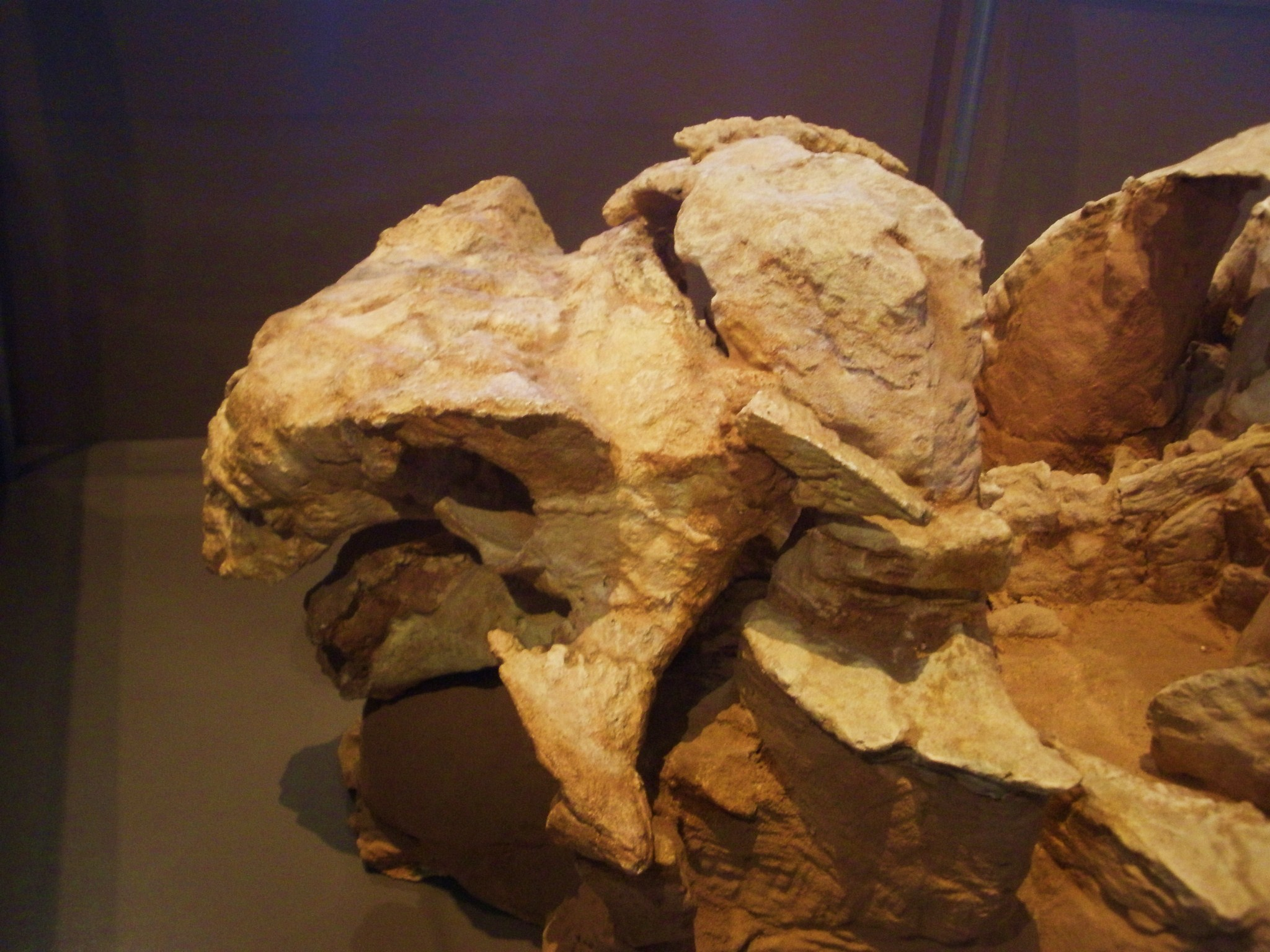
De schedel en eerste halsberg van P. mephistocephalus schuin van boven links bezien

In 2014 gaf Arbour een reeks onderscheidende kenmerken van het geslacht Pinacosaurus. Het pantser van de snuit bestaat niet uit afzonderlijke caputegulae maar uit een vergroeide massa. De schedel is bij volwassen exemplaren langer dan breed. Dit laatste kenmerk wordt weliswaar gedeeld met de vermoedelijk niet direct verwanten Gobisaurus en Shamosaurus maar daarvan verschilt Pinacosaurus weer door het bezit van extra neusopeningen en een puntige vooruitstekende caputegula op het prefrontale. Van de in 2014 nog formeel te benoemen Crichtonpelta verschilt Pinacosaurus in het gebrek aan een geornamenteerde achterrand van het schedeldak en het niet naar boven gebogen zijn van de hoorn op het jukbeen.

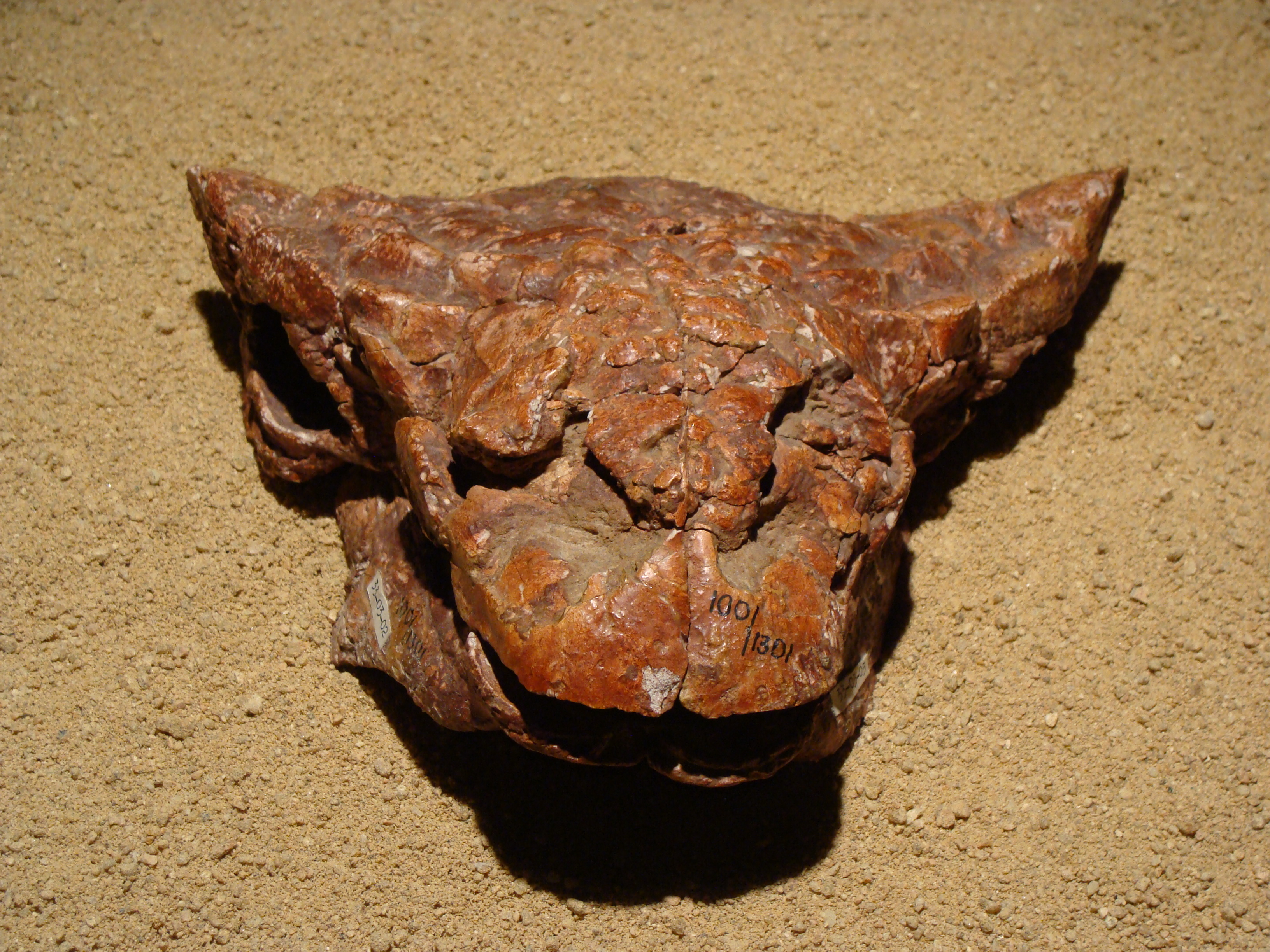
Een jong dat de inkeping boven de vestibule van het neusgat toont

De twee soorten van Pinacosaurus hebben bovenstaande kenmerken gemeen maar kunnen onderscheiden worden op basis van enkele details van de schedelbouw. Eerder werd gedacht dat daaronder de bollere kop van P. mephistocephalus behoorde maar volgens Arbour is die op dit punt niet wezenlijk verschillend. Een wel echt verschil zag zij in het feit dat bij P. grangeri er een inkeping zit in het neuspantser net boven de binnenste neusopening; bij P. mephistocephalus ontbreekt deze. Daarnaast was er het opvallende onderscheid, waarna de tweede soort vernoemd is, dat zijn squamosale hoorns veel verder naar achteren doorlopen, tot voorbij de rand van het schedeldak, zodat hun punten het breedste deel van de schedel vertegenwoordigen, niet de oogkassen. Een laatste verschilpunt is dat P. grangeri een duidelijke insnoering heeft van het schedeldak ter hoogte van de traanbeenderen, net vóór de oogkassen. Opvallend is dat Tarchia/Minotaurasaurus de lange hoorns deelt met P. mephistocephalus en de insnoering met P. grangeri.
Het onderscheid tussen beide soorten wordt geproblematiseerd door het bestaan van exemplaren die tussenliggende combinaties van kenmerken vertonen. Currie meldde in 2011 het jeugdige exemplaar MPC 100/1344, dat lange jukbeenhoorns toont, net als bij P. mephistocephalus, maar wel aangetroffen werd tussen exemplaren met korte hoorns. De verschillen tussen beide soorten zijn niet zo groot dat ze niet verklaard zouden kunnen worden uit individuele variatie, rijping of sekse.

### Skelet

#### Schedel

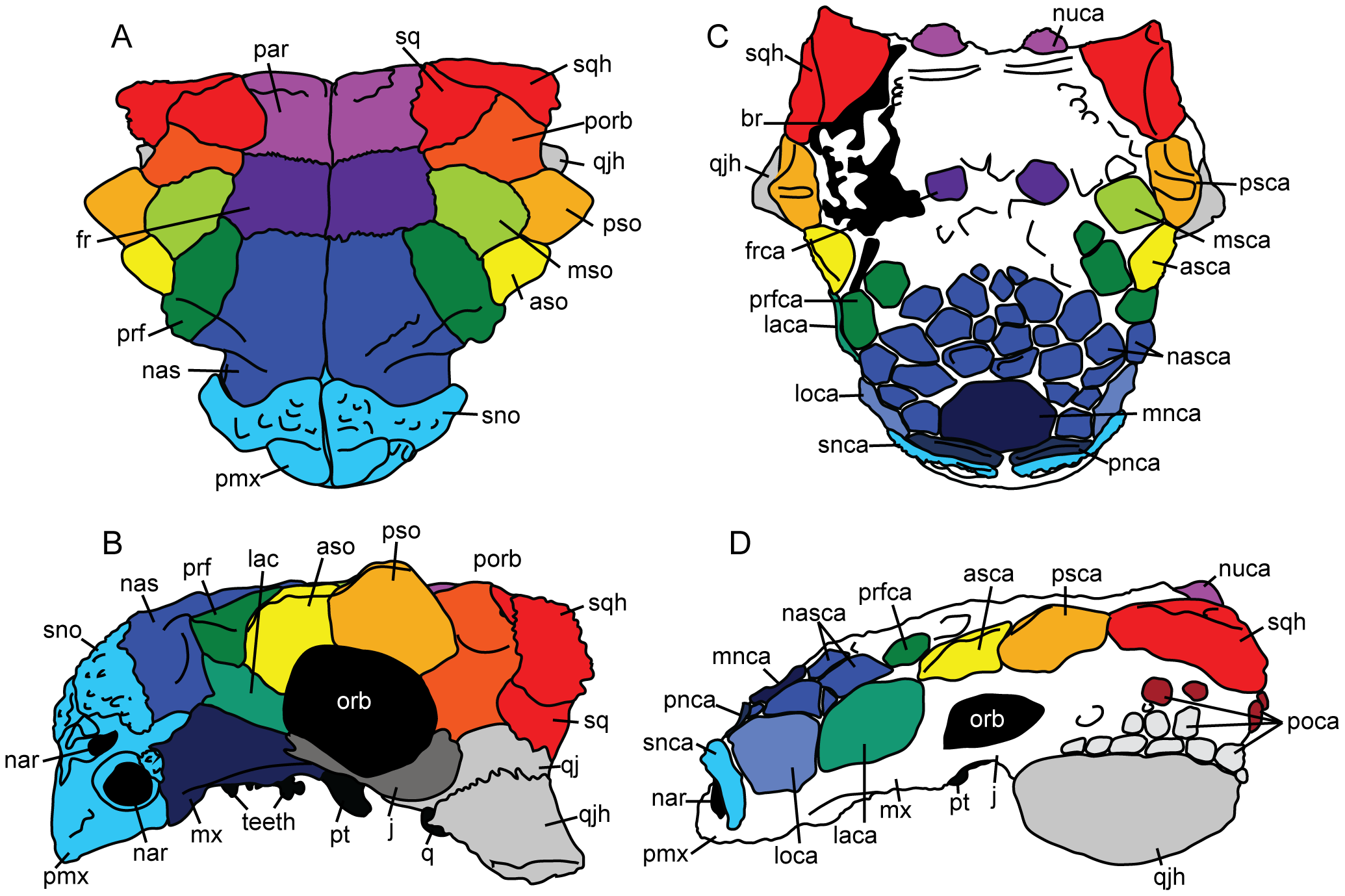
Een diagram van de schedel van Pinacosaurus, links, vergeleken met die van Euoplocephalus

De schedel van Pinacosaurus is relatief klein en het schedeldak is breed afgeplat. Bij jonge dieren is de schedel als geheel breder dan lang. Bij het holotype is de schedel eenendertig centimeter lang. De voorkant van de snuit wordt gevormd door de praemaxillae die een beenkern vormen voor de bovensnavel. Deze kern is aan de buitenzijde relatief glad. Erboven bevindt zich een ruwe ornamentering die het neusgat overhangt. De naris heeft de vorm van een voorste zeer grote vestibule waarin zich drie kleinere opgingen bevinden. De middelste daarvan is wat spleetvormig en loopt hoog naar boven door, althans bij sommige exemplaren van P. grangeri een typische inkeping veroorzakend. Daaronder bevindt zich een kleinere driehoekige opening en daarnaast, meer aan de buitenzijde en boven de lage zijkant van de snavel, een derde grotere ronde opening. Deze openingen geven toegang tot verschillende luchtwegen en holten. De functie van dit complexe geheel is omstreden. Het lijkt erop dat de binnenste opening de echte luchtweg is en dat de middelste opening — die zich bij sommige exemplaren weer in meerdere gaten gesplitst heeft, tot drie toe — naar holten in de snavelkern liep terwijl van de buitenste opening wel is verondersteld dat het in feite gaat om een holte waarvan de zeer dunne buitenwand bij de fossielen verdwenen is. Hoewel het patroon van gaten zeer complex is, zijn de interne gangen in de snuit bij Pinacosaurus juist relatief eenvoudig, vergeleken met Saichania.
Bij de jonge dieren van Pinacosaurus is het koppantser nog niet vastgegroeid; viel het eraf dan laat het fossiel de onderliggende schedelbeenderen zien. Pinacosaurus biedt zo unieke informatie over de indeling van de ankylosauride schedel. Dit heeft echter, op één punt na, geen heel spectaculaire resultaten opgeleverd. De snuit wordt bedekt door grote neusbeenderen. Daarachter liggen vierkante voorhoofdsbeenderen en daar weer achter vierkante wandbeenderen. De bovenste slaapvensters zijn geheel gesloten. Van de buitenrand van de achterste schedel lopen platte lapvormige elementen naar deze middenstukken toe: vooraan de prefrontalia, daarachter een voorste en achterste supraorbitale met meer naar het midden een groot middelste supraorbitale, nog verder naar achter een postorbitale en uiteindelijk een squamosum. Al deze stukken zijn nogal onregelmatig gevormd met vaak een flinke asymmetrie tussen de linker- en rechterhelft van de schedel. Het squamosum draagt aan de achterste buitenkant een squamosale hoorn. Die bedekt echter niet het hele element. Vroegere onderzoekers zoals Teresa Maryańska en Godefroit namen daarom per abuis aan dat het onbedekte deel een apart bot was, een nieuwvorming die ze respectievelijk het 'tabulare' noemden — als een bewijs voor een vermeende afstamming van de Ankylosauria van de crurotarse Aetosauria — of het 'secundaire dermale squamosale'.

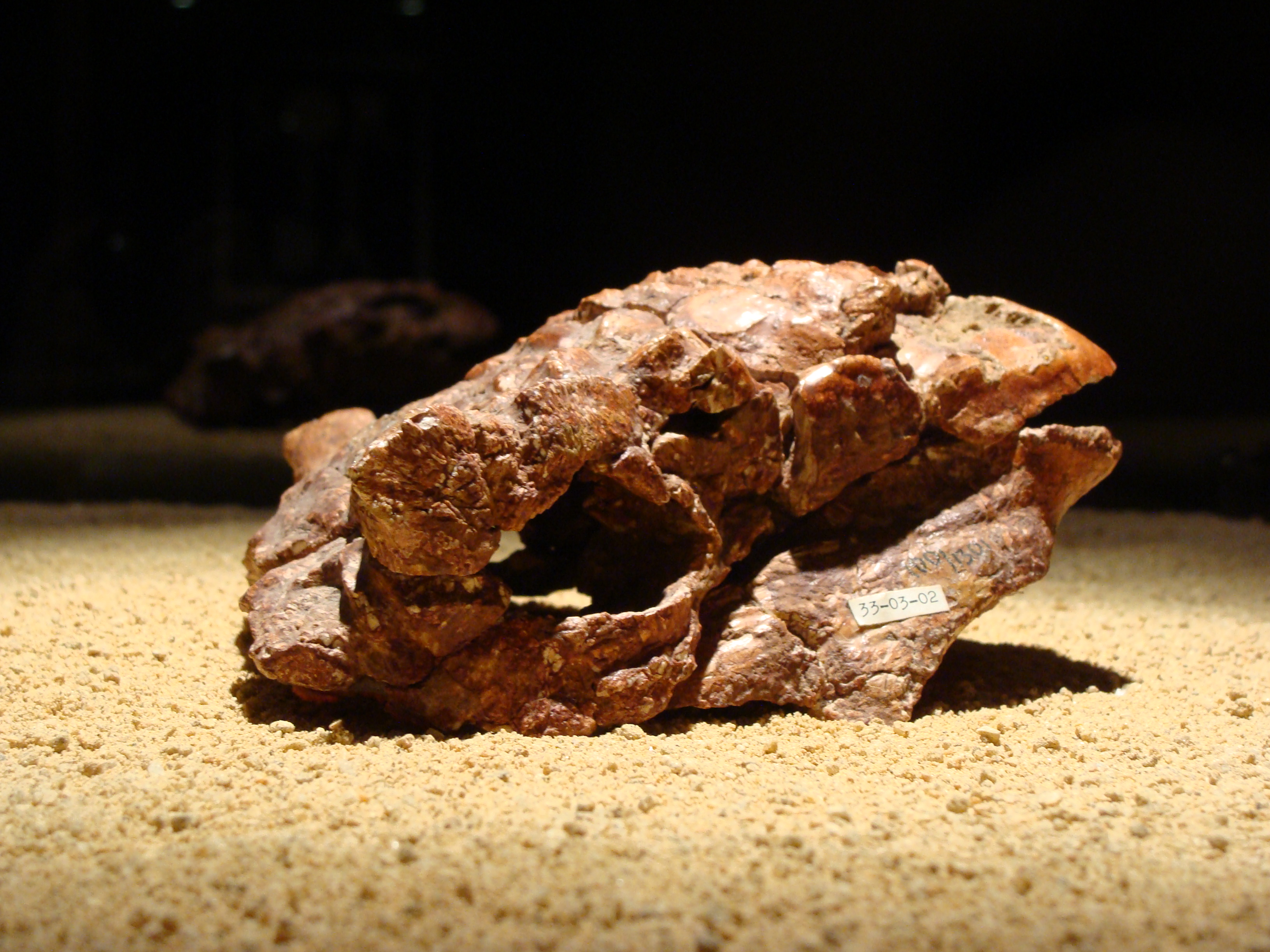
Het schedeltje van het nog onbeschreven juveniele specimen 100/1301 in zijaanzicht

Van bezijden bezien is de praemaxilla tamelijk hoog. Erachter liggen de neergaande tak van het neusbeen en daaronder het driehoekige bovenkaaksbeen. Die raken elkaar op de buitenwand maar via een kleine beennaad daar de praemaxilla op dit punt een kleine achterste tak heeft. Het bovenkaaksbeen draagt ongeveer veertien kleine tanden die een cingulum bezitten, een verdikte kroonbasis die wel tamelijk afgerond is. De tanden hebben een lange wortel. Hun kroon is bij het holotype vier millimeter lang; de breedte overlangs is ook vier millimeter, de dikte overdwars 2,3 millimeter. Ze hebben een dikke hoofdrichel aan de binnenkant en elf tot twaalf vertandingen. De breedte gemeten over de achterste punten van de tandrijen is maar iets groter dan de breedte van de snavel. De schedelopening van de fenestra antorbitalis is geheel gesloten dus het traanbeen sluit hier direct weer op aan, onder de onderste tak van het prefrontale liggend. Traanbeen, voorste supraorbitale, achterste supraorbitale en postorbitale vormen een ring rond de vrij grote oogkas, die de vorm heeft van een bovenaan en aan de achterzijde afgeronde zeshoek. De onderrand van de oogkas wordt gevormd door het jukbeen dat een dunne voorste tak heeft die vooraan het traanbeen raakt en zo het bovenkaaksbeen van de orbita uitsluit. Aan de achterste zijrand van de schedel komt het squamosum nog onder de squamosale hoorn uit en heeft een brede verbinding met het quadratojugale dat met een dunne voorste tak de afgeronde onderrand van het hoofdlichaam van het jukbeen omvat. Het quadratojugale raakt het postorbitale over een grote lengte, terwijl bij andere Thyreophora het jukbeen beide elementen scheidt. Meestal trekt men hieruit de conclusie dat dit een kennelijke synapomorfie is van de Ankylosauridae of een deelgroep daarvan. Aan de onderkant van het quadratojugale zit een enorme hoorn vastgegroeid die naar beneden, achteren en hol naar boven krommend het quadratum aan het zicht onttrekt. Deze hoorn is bij P. mephistocephalus bijzonder lang.
Aan de achterkant van de schedel is het quadratum niet vergroeid met de processus paroccipitalis; de kop van het quadratum ligt recht onder de achterrand van de oogkas. Althans bij jonge dieren is het quadratum niet met het squamosum vergroeid en ook niet versmolten met het pterygoïde. De schacht van het quadratum is aan de voorkant uitgehold. De achterrand van het pterygoïde ligt vóór de voorrand van het onderste quadratum. De achterhoofdsknobbel is zowel uit het basioccipitale als de exoccipitalia gevormd. Deze knobbel is gevormd als een halve bol. De negende, tiende en elfde hersenzenuw hebben openingen op de rand tussen het exoccipitale en het opisthoticum. De zevende hersenzenuw heeft een opening op de grens van het basisfenoïde en het proöticum. Er is een stapes gevonden, het staafvormige gehoorbeentje dat van de meeste ankylosauriden onbekend is. Het sfenethmoïde vóór de hersenpan is verbeend en raakt de traanbeenderen intern.
In het verhemelte sluiten de pterygoïden achteraan niet bij elkaar aan; dit schept een ruimte tussen het verhemelte en de hersenpan. De processus basipterygoidei van de onderste hersenpan zijn met het pterygoïde vergroeid. Het secundaire verhemelte gevormd door de interne vleugels van de bovenkaaksbeenderen is plat. Het ectopterygoïde raakt de onderste achterrand van dit verhemelte. Het verhemeltebeen raakt het bovenkaaksbeen ter hoogte van de vijfde tandpositie. De praemaxillae, die op hun onderkant twee paar foramina hebben, scheiden aan hun achterzijde de ploegschaarbeenderen van de bovenkaaksbeenderen, zo de voorrand vormend van de choanae, de interne neusgaten. Het bovenkaaksbeen maakt geen deel uit van de bodem van het neusgat.

#### Onderkaken
Jongen van Pinacosaurus laten ook de structuur van de achterste onderkaak zien die bij volwassen ankylosauriden bedekt wordt door osteodermen. Achteraan bevond zich wel een grote driehoekige osteoderm maar die is er bij de meeste fossiele afgevallen doordat hij niet met het bot vergroeid was. Bij hen is zichtbaar dat het angulare een driehoekig bot is met een lange onderzijde. De onderkant van de onderkaak is in zijaanzicht recht. Achteraan is de processus coronoides laag, niet uitstekend boven het niveau van de die op een grote bolle kromming geplaatst is. Er zijn typisch meer dentaire dan maxillaire tanden. Vooraan buigt de tandenrij naar de lage symfyse van de onderkaken waarop een gezamenlijk breed dentarium geplaatst is, de beenkern van de ondersnavel. Talrijke aderkanalen in het predentarium moeten de hoornen snavel gevoed hebben. Het predentarium heeft onderaan een kort naar achteren gericht uitsteeksels ter verbinding met de dentaria. Aan de voorste binnenkant van de onderkaak bevindt zich een rechte en vrij brede fossa Meckeliana, welke groeve naar achteren uitloopt in de diepe groeve tussen de buitenwand en binnenwand van de onderkaak, waardoorheen de sluitspier de holle kaak binnenging.
In 2015 werd van een jong exemplaar, specimen IGM 100/3186, het tongbeen beschreven. Dat bleek een heel tongbeenapparaat te vormen compleet met gepaarde paraglossalia, eerste en tweede ceratobranchialia, epibranchialia, en vermoedelijk een middelste basihyale van kraakbeen. Al deze structuren zijn afkomstig van de kieuwbogen van meer basale vissen. De vergroeide paraglossalia vormen een brede driehoekige structuur onder de tongbasis, met de punt naar voren gericht. De daarachter liggende eerste ceratobranchialia zijn afgeplat; de tweede ceratobranchialia staafvormig. Gesteld werd dat de staafvormige tongbeenderen die wel vaker bij dinosauriërs worden aangetroffen dus niet de eerste ceratobranchialia vormen, zoals meestal gedacht, maar de tweede. Zowel de eerste en tweede ceratobranchialia zijn verbonden met een epibranchiale. Dit alles zou bewijzen dat het eveneens complexe tongbeenapparaat van moderne vogels geen nieuwvorming is zoals tot nu toe aangenomen maar al bij de laatste gemeenschappelijke voorouder van de dinosauriërs aanwezig was. Dat het meestal niet wordt aangetroffen zou veroorzaakt zijn door de tere structuur van deze elementen: de gevonden paraglossalia zijn slechts een halve millimeter dik en bij het merendeel van de tientallen bekende pinacosaurusexemplaren is het ook niet gefossiliseerd. Het ingewikkelde tongbeen zou duiden op een krachtig ontwikkelde tong die een compensatie zou vormen voor het zwakke gebit. Een suggestie van Franz Nopcsa uit 1928 werd aangehaald, dat ankylosauriërs in woestijngebieden zich met insecten voedden; een lange flexibele tong zou het eten daarvan vergemakkelijkt hebben. Sommige moderne landsalamanders uit de Salamandroidea hebben een gelijksoortig tongbeenapparaat en vangen met hun tong prooien. Natuurlijk zou zo'n tong ook gebruikt kunnen zijn om planten te plukken.

#### Postcrania

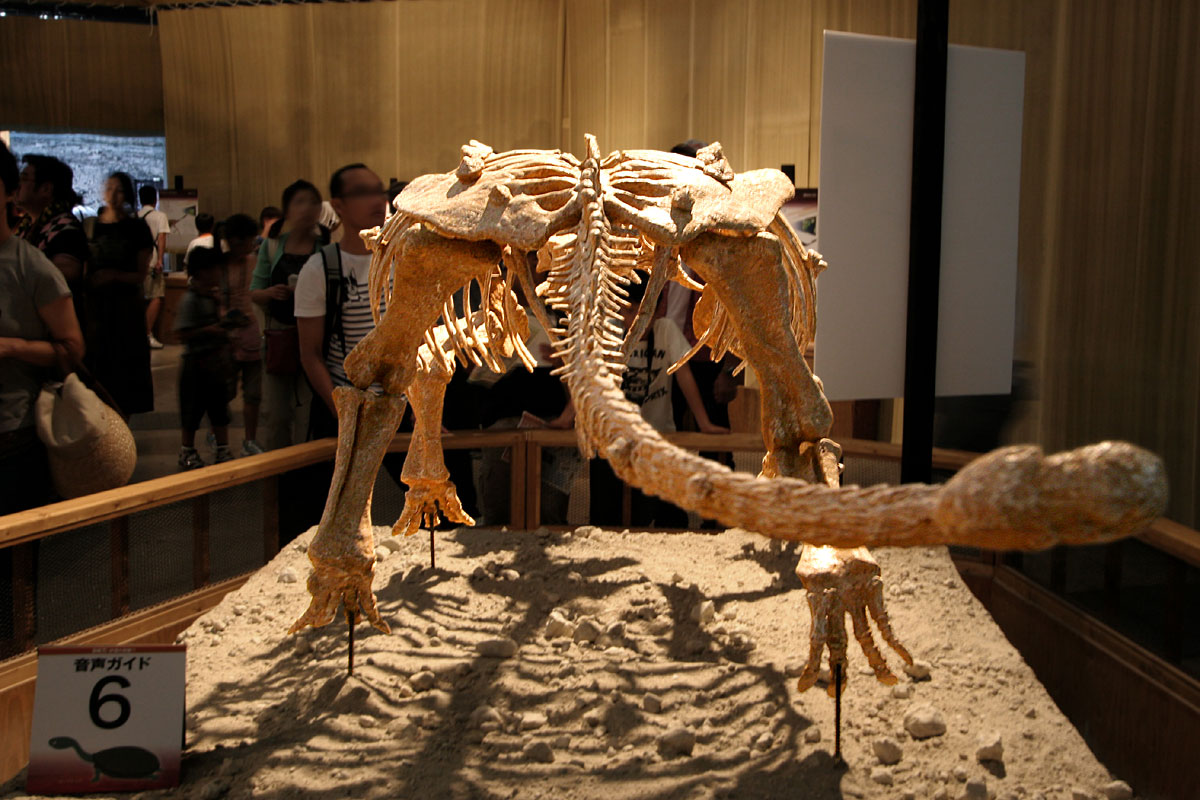
Achterkant van een model van een skelet. In werkelijkheid stonden de achterpoten rechter en dus meer naar binnen en de voet is gerestaureerd met vier tenen, hoewel er vermoedelijk drie waren

Over het algemeen zijn de postcrania van Pinacosaurus, de delen achter de schedel, tamelijk lichtgebouwd. Dat kan samenhangen met de jeugdige leeftijd van de gevonden exemplaren. Pinacosaurus heeft een vrij korte en brede nek. Bij jonge exemplaren zijn de atlas en draaier onvergroeid. De middelste halswervels hebben voorste facetten die wat lager liggen dan de achterste, wat een S-bocht in de nek veroorzaakt en het voorste deel daarvan iets lager brengt. De achterste halswervels hebben volgens Maryańska vrij lage doornuitsteeksels maar bij het exemplaar dat ze beschreef waren die afgebroken. De wervelbogen van de ruggenwervels zijn tamelijk hoog. Bij de jonge dieren zijn er drie sacrale wervels in het heiligbeen en daarvóór vier lendenwervels die met de darmbeenderen van het bekken vergroeid zijn. De staart heeft een korte basis met zeven wervels die nog van zijuitsteeksels voorzien zijn die dienden om de spieren te dragen die de staart heen en weer konden zwiepen. Daarachter bevindt zich een achttal verdere 'vrije' wervels. De volgende wervels, een twintigtal, zijn niet meer vrij maar tot een hecht geheel gesmeed door het uitgroeien van hun gewrichtsuitsteeksels, vermoedelijk via de verbening van de eraan verbonden pezen. Zo wordt de 'hendel' gevormd van de staartknots. Deze knots is relatief klein en bestaat uit drie hoofdlobben, één aan iedere zijkant en een driehoekige derde achteraan. De lobben zijn tamelijk plat en niet gezwollen. Het kan zijn dat het kleine formaat van de staartknots samenhangt met de jonge leeftijd van de exemplaren. Zelfs het holotype van P. mephistocephalus, een drie meter lang, was vermoedelijk niet volgroeid.

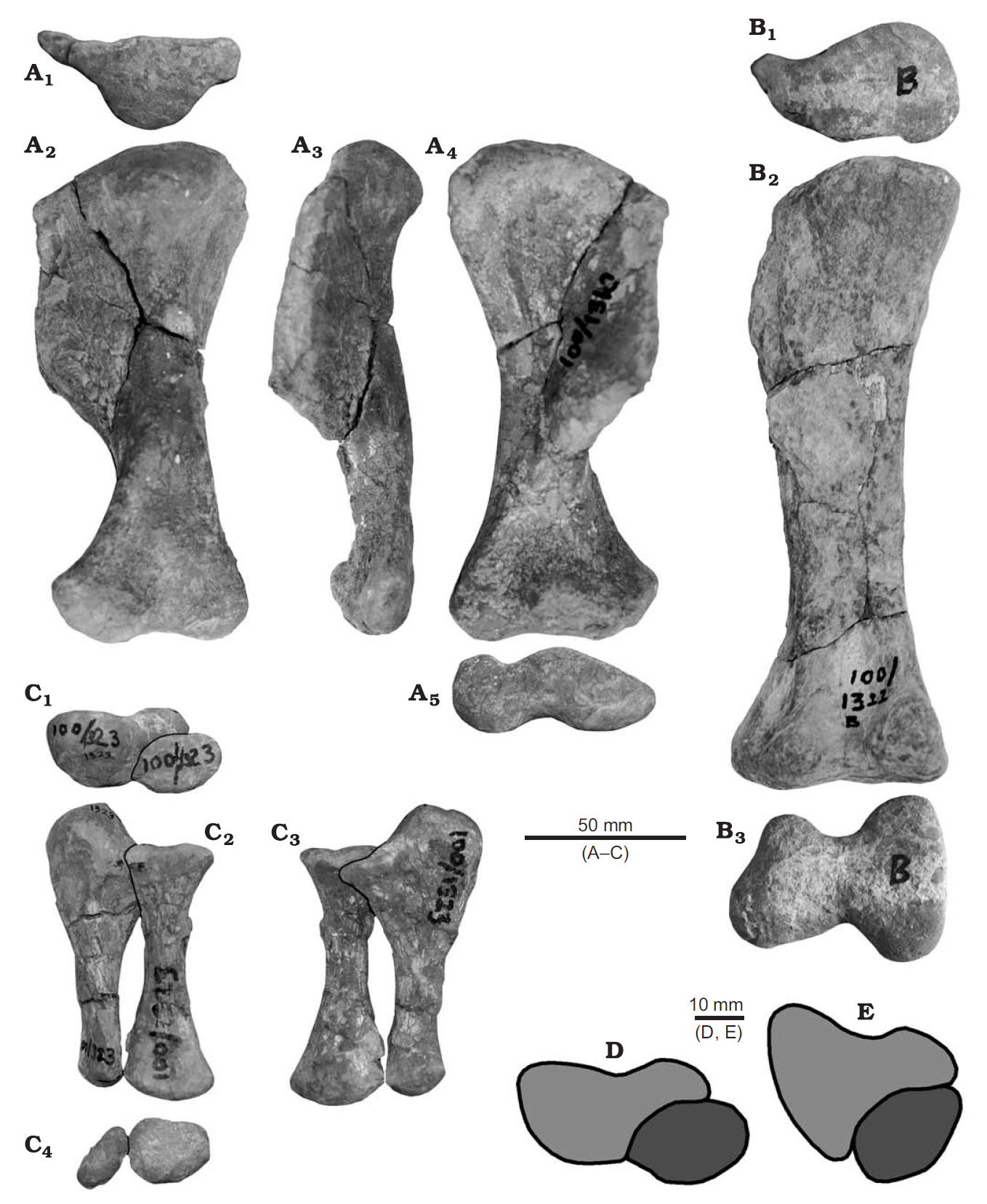
De voorpoot links en het dijbeen rechts

De romp is, zelfs voor een ankylosauride, sterk afgeplat, met het breedste punt in het midden. In bovenaanzicht krijgt de romp zo een ruitvorm. De schouderbladen zijn zijn relatief smal, sterk gekromd en niet verbreed aan hun bovenste uiteinde. Hun processus acromialis is althans bij P. mephistocephalus goed ontwikkeld. Het ravenbeksbeen heeft een afgeronde voorkant. Het opperarmbeen is krachtig maar niet extreem robuust met een matig ontwikkelde deltopectorale kam. Bij P. mephistocephalus zou die groter zijn en tot over het midden van de schacht doorlopen terwijl de achterhoek van de bovenkant van het opperarmbeen goed ontwikkeld is. De grootste breedte, bovenaan, bedraagt ongeveer vijfenveertig procent van de lengte. Bij althans P. mephistocephalus heeft het spaakbeen een sterk vergroot bovenste uiteinde. Pinacosaurus is een van de weinige ankylosauriërs waarvan de hand bekend is. De hand heeft vijf vingers. Van de vijf middenhandsbeenderen zijn de eerste vier ongeveer even lang; de vijfde is duidelijk korter. De eerste is het breedst, de vijfde weer het smalst. Deze vijf metatarsalia sluiten met hun boveneinden nauw bij elkaar aan in een halve boog. Ze worden verticaal gehouden met de holle zijde van de boog naar achteren en binnen gericht. Het eerste en vijfde middenhandsbeen hebben een vierkant bovenvlak, bij het tweede en derde is dit driehoekig en het vierde meer rechthoekig, langer dan breed. De schachten zijn sterk in gesnoerd. Ook de onderkanten sluiten bij elkaar aan. De middenhand functioneerde dus als een stelt bij het ondersteunen van het voorste lichaam. De formule van de vingerkootjes is vermoedelijk 2−3−3−3−2. De eerste kootjes van de vingers hebben onderaan een scharniergewricht waarbij de gewrichtsknobbels naar de buitenzijde van de hand toe, richting vierde vinger, steeds verder uiteen staan. De onderste kootjes bestaan uit hoefvormige klauwen, die bij leven ongetwijfeld bedekt waren met een hoornschacht.

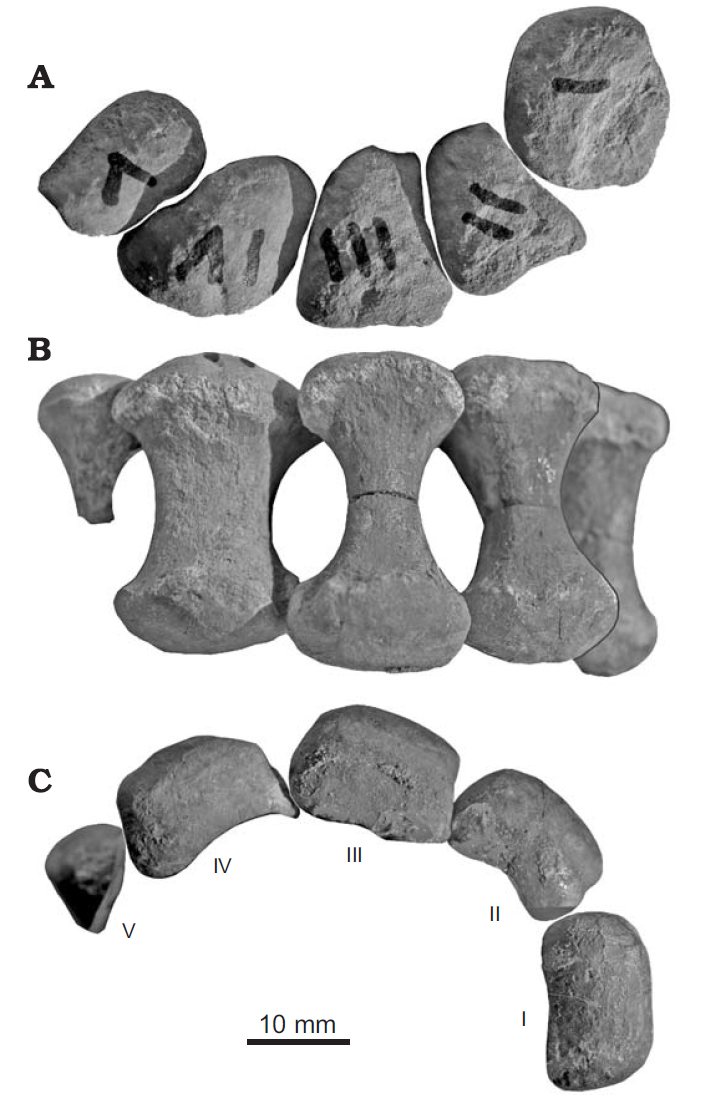
De middenhand

In het bekken wijken de voorbladen van de darmbeenderen sterk uiteen en krommen daarbij zelfs naar buiten. Het darmbeen is in bovenaanzicht zeer breed en vormt achteraan een duidelijk afstaande hoek ten opzichte van de staartbasis. Het zitbeen is vrij dun en kromt naar beneden en voren toe. De achterpoot is kort en niet al te zwaar gebouwd. Het scheenbeen heeft een zeer brede onderkant met sterk ontwikkelde gewrichtsknobbels. Dat bracht Currie in 2011 tot de hypothese dat het onderbeen aan de binnenkant van de enkel direct met de middenvoet articuleerde, of helemaal zonder tussenkomst van het sprongbeen en hielbeen of hoogstens via onverbeende kraakbeenelementen. Aan de buitenkant van de enkel is wel een klein sprongbeen aanwezig en nog een verbeende element waarvan Currie meende dat het om het derde onderste tarsale ging.
De voet draagt drie tenen, niet vier zoals Maryańska in 1977 dacht. Haar conclusie was gebaseerd op specimen ZPAL MgD−II/9 dat een beschadigde linkervoet heeft die de aanwezigheid van vier middenvoetsbeenderen suggereert. Hoewel er maar drie tenen in het specimen aanwezig waren, dacht ze dat er oorspronkelijk ook een vierde teen aanwezig moest zijn geweest. Dit sloot aan bij een foute vaststelling bij Talarurus en leidde tot het aannemen van vier tenen bij Tarchia, hoewel daarvan helemaal geen tenen bekend zijn. Van de drie middenvoetsbeenderen is de derde het langst, de vierde het kortst. Het derde middenvoetsbeen heeft onderaan een scharniergewricht omdat de derde teen voornamelijk een beweging overlangs moest maken. De formule van de teenkootjes is nogal variabel: de meeste exemplaren tonen 0−3−3−4−0 maar sommige hebben een extra derde kootje in de derde teen — zodat die vier kootjes heeft — terwijl bij andere juist het derde kootje in de vierde teen ontbreekt, zodat daar maar drie kootjes zijn. Er is zelfs een specimen dat een rechter vierde teen heeft met vier kootjes maar een linker met drie. Hierbij moet bedacht worden dat het om jonge dieren gaat: het is mogelijk dat volgroeide individuen allen eenzelfde formule bezaten. De kootjes zijn in lengte te rangschikken in de volgorde II−3, III−3, IV−4, II−1, III−1, IV−1, II−2, III−2, IV−2, en IV−3, dus met het derde kootje van de tweede teen als het langste en het derde kootje van de vierde teen als kortste element. De teenkootjes hebben allemaal scharniergewrichten.

### Osteodermen

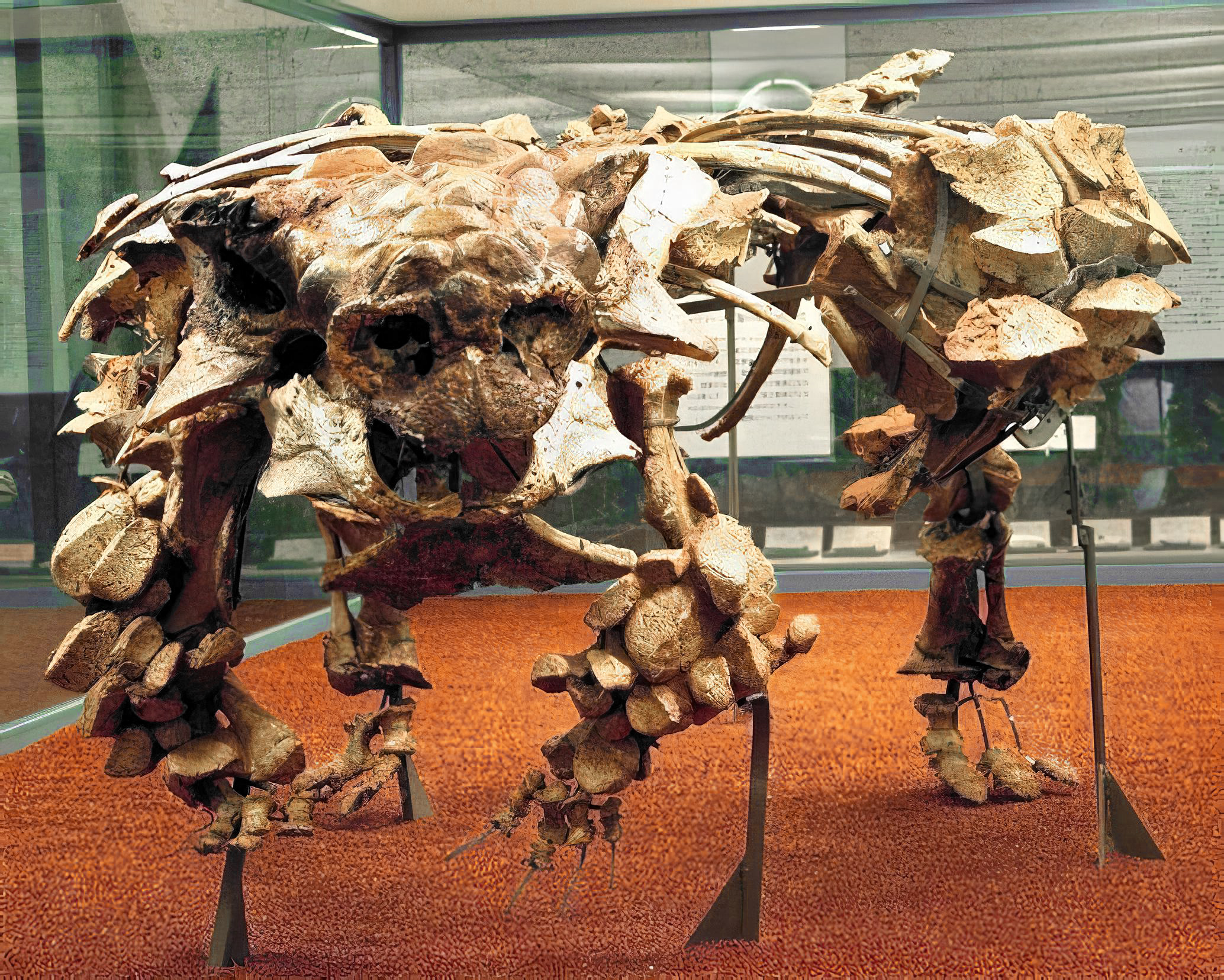
Een model van specimen MPC 100/1305 dat voorzien is van een schedel van Saichania

Van de huidverbeningen, osteodermen, van Pinacosaurus is vrij veel bekend, hoewel geen enkel individueel exemplaar een volledige verzameling bewaard heeft. Specimen MPC 100/1305 vult hiaten in onze kennis aan — als het althans echt om een fossiel van Pinacosaurus gaat. De bovenkant en zijkant van de kop zijn beschermd door pantserplaten die vermoedelijk bedekt waren door een hoornlaag. Op de nek liggen twee halsbergen in de vorm van halve ringen met een open onderkant, voorzien van kielen. Godefroit meende dat die van Pinacosaurus zich onderscheidden doordat ze bestonden uit drie of vier segmenten maar Arbour meldde in 2014 dat volledige exemplaren uit zes segmenten bestaan, zoals bij de meeste Ankylosauridae. De halsbergen bestaan uit doorlopende beenringen met daarop plaatvormige osteodermen vastgegroeid. Al bij jonge exemplaren is het weefsel van de onderliggende ring geheel verbeend.
Op de zijkanten van de romp staan matig lange, driehoekige, afgeplatte horizontale stekels die iets naar achteren krommen. Er is ruimte voor ongeveer vijf paar op de voorranden, van min of meer gelijke grootte; vijf paar staan er wellicht op de achterranden van de romp maar die nemen naar achteren in grootte toe: de grootste bevindt zich op de achterste hoek van het darmbeen, de ruimte tot de staartbasis dekkend. De bovenkant van de romp wordt verder beschermd door drie of vier paar evenwijdige rijen kleinere ovalen osteodermen, tot ongeveer tien stuks diep. Ze hebben kielen en de lange as loopt overlangs. Een heupschild van continue versmolten platen ontbreekt.
De zijkant van de staartbasis wordt gedekt door vier paar horizontale stekels waarvan de middelste het langst zijn en iets naar voren krommen. Bovenop staan vier paar kleinere stekels. Op de hendel bevindt zich ongeveer negen paar veel kleinere driehoekige stekels. Kleine driehoekige stekels vullen ook de ruimte op tussen de grotere stekels van de staartbasis.
Bij specimen MPC 100/1305 zijn de onderarmen bedekt met grote osteodermen.

## Fylogenie
Gilmore plaatste Pinacosaurus in de Nodosauridae. Dat betekent echter niet dat hij de soort als een nodosauride in de moderne zin zag want hij plaatste haar meer bepaaldelijk in de Ankylosaurinae. Tegenwoordig worden zulke vormen buiten de nodosauriden geplaatst en is Pinacosaurus dan een lid van de Ankylosauridae. Nog steeds wordt Pinacosaurus als een lid van de Ankylosaurinae gezien maar ook dat heeft weer een betekenis die anders was dan in Gilmores tijd: de ankylosaurinen zijn nu een meer afgeleide deelgroep.
Overigens zijn er ook kladistische analyses die Pinacosaurus basaal, onder in de stamboom van, de Ankylosauridae plaatsen. Bij sommige daarvan vallen P. grangeri en P. mephistocephalus, ondanks hun geringe verschillen, op heel andere posities uit. Dat komt doordat veel ankylosauride taxa van maar beperkte resten bekend zijn. Een klein aantal verschillen kan dan een heel andere stamboom opleveren. Een analyse van Victoria Megan Arbour uit 2013 had P. grangeri en P. mephistocephalus echter als zustersoorten.

## Levenswijze

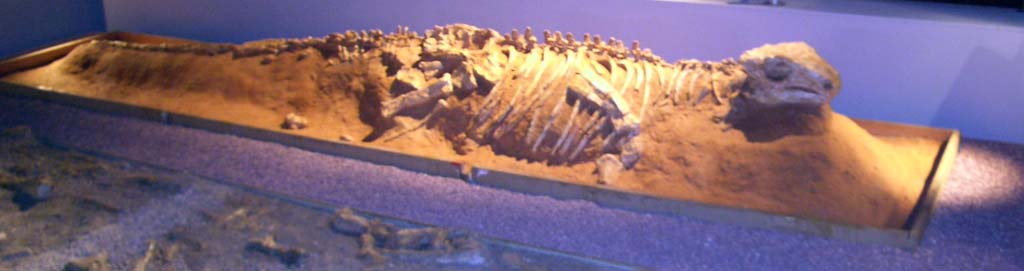
Een van de vele gevonden jonge dieren die door zand werden bedolven

In het Opper-Krijt was de Gobi een hete, droge halfwoestijn met schaarse vegetatie. Pinacosaurus bewoonde een gebied waar eerder andere leden van de Ankylosauridae, zoals Talarurus en daarna Saichania, leefden. Het is niet precies bekend welke planten zijn menu vormden maar het ging vermoedelijk om laagwaardige bodemplanten. Pinacosaurus is een van de meest gevonden dinosauriërs in zijn geologische formatie. Dat kan misschien verklaard worden door het feit dat hij met slecht voedsel genoegen nam en een relatief lage stofwisseling had. Uit zijn habitat zijn geen grote Theropoda bekend. Misschien dat het pantser daarom minder zwaar was en het skelet lichter gebouwd zodat het dier zich beter tegen wendbaardere kleine roofsauriërs kon verdedigen. Daarop wijst ook de relatief kleine staartknots die vermoedelijk een hogere snelheid kon bereiken.
De tafonomie is verschillend van die van typische Amerikaanse ankylosauriden die meestal in water verdronken, in rivieren wegspoelden, en soms in zeeafzettingen gedeponeerd werden, met het pantser naar beneden, zodat dit vaak als enige bewaard bleef. Pinacosaurus is gevonden in windafzettingen van vrij losse zandsteen. Bij een opgraving in de Bayan Mandahu werd een jeugdgroep gevonden van minstens zeven jonge dieren. Ze waren kennelijk, op korte afstand van elkaar in dezelfde richting lopend, door een zandstorm verrast en bedolven toen ze met hun poten onder het lijf ingetrokken op hun buik lagen. Dit lijkt te wijzen op kuddegedrag. Currie kon niet goed verklaren waarom bijna alleen halfwas jongen gevonden werden. Misschien dat grote dieren uit een kudde zich meestal uit het zand konden bevrijden maar in dat geval zouden heel kleine jongen tussen de grotere moeten liggen. Daarom is wel aangenomen dat ankylosauriërs per generatie samenleefden. Er zou dan weinig broedzorg geweest zijn maar de dieren uit één nest bleven bij elkaar tot de volwassenheid. Dergelijke groepen zijn ook gevonden bij Psittacosaurus en Protoceratops. Het beenderbed van Alag Teeg daarentegen is een waterafzetting en wel gezien als een opdrogende modderpoel. Het laatste water zou veel dieren getrokken hebben wat de illusie geschapen zou hebben van sociaal gedrag. Later onderzoek wees echter uit dat de modderlagen zijn afgezet door een juist overstromend meer.
Gevonden jongen van Pinacosaurus hebben typisch een lengte van zo'n anderhalve meter; de kleinste zijn minder dan een meter lang. Hun schedels laten zien dat tijdens de rijping de caputegulae het eerst vastgroeiden boven de neusgaten en de rand met het achterhoofd en dat later de ruimte op de achterste neusbeenderen en de voorhoofdsbeenderen met osteodermen van de huid versmolt. Bij de allerkleinste exemplaren lijken de osteodermen van de romp en de staartknots nog niet verbeend te zijn, wel de halsbergen. Het proces van verbening begon vermoedelijk bij de nek en zette zich geleidelijk door tot aan het staartuiteinde. In 2015 werd een studie gepubliceerd over de rijping. Het bleek dat allereerst de ribben met de wervels vergroeiden. De voorpoten namen tijdens de groei relatief het sterkst in robuustheid toe; de achterpoten echter werden niet zwaarder ten opzichte van de rest van het skelet. Dit werd gezien als een teken dat de voorpoten het meeste gewicht droegen. Bij de halsbergen deed zich een ontwikkelingsproces voor waarin de onderliggende beenband richting de opliggende osteodermen uitgroeide, welke ondertussen ook met elkaar vergroeiden.
In 2023 werd de vondst gemeld van een gefossiliseerd strottenhoofd. De vorm daarvan leek erop te wijzen dat de larynx is staat was om geluiden elders in het ademhalngssyteen opgewekt te versterken zoals bij moderne zangvogels. Zo'n zang zou gebruikt kunnen zijn voor communicatie binnen de soort.